# Währinger Tempel

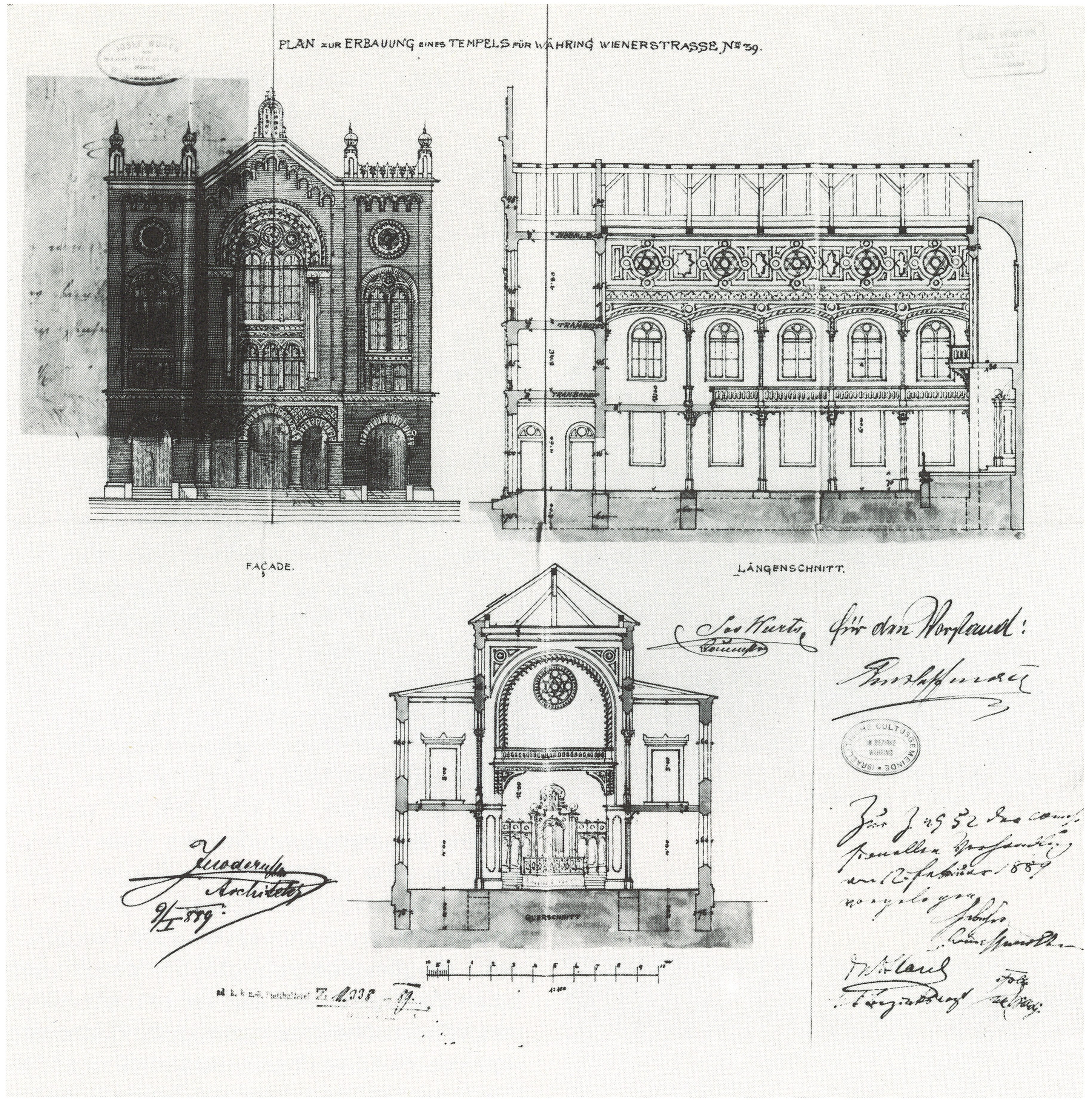
Die Synagoge in der Schopenhauerstraße, nach Bauplänen von Jakob Modern

Der Währinger Tempel (auch bekannt als Synagoge Währing) war eine Synagoge der Israelitischen Kultusgemeinde im 18. Wiener Gemeindebezirk Währing in der Schopenhauerstraße 39 (ursprünglich Wienerstraße). Die Synagoge wurde in den Jahren 1888 und 1889 nach Plänen des Architekten Jakob Modern (1838–1912) errichtet und war ein für die damalige Zeit typische Synthese abend- und morgenländischer Stile. Der Währinger Tempel wurde während der Novemberpogrome 1938 zerstört.

## Geschichte
Die Jüdische Vorortgemeinde Währing war damals von der Wiener Gemeinde noch unabhängig und ließ ihre Synagoge zwischen den Jahren 1888 und 1889 nach Plänen des Architekten Jakob Modern errichten.
Die Grundsteinlegung fand in feierlicher Weise am Tage des 40-jährigen Regierungsjubiläum des Kaisers Franz Joseph I., am 2. Dezember 1888 statt. Die Bauausführung war dem Stadtbaumeister Joseph Wurts in Währing übertragen, und Mitte 1889 wurde mit den Grabarbeiten begonnen.

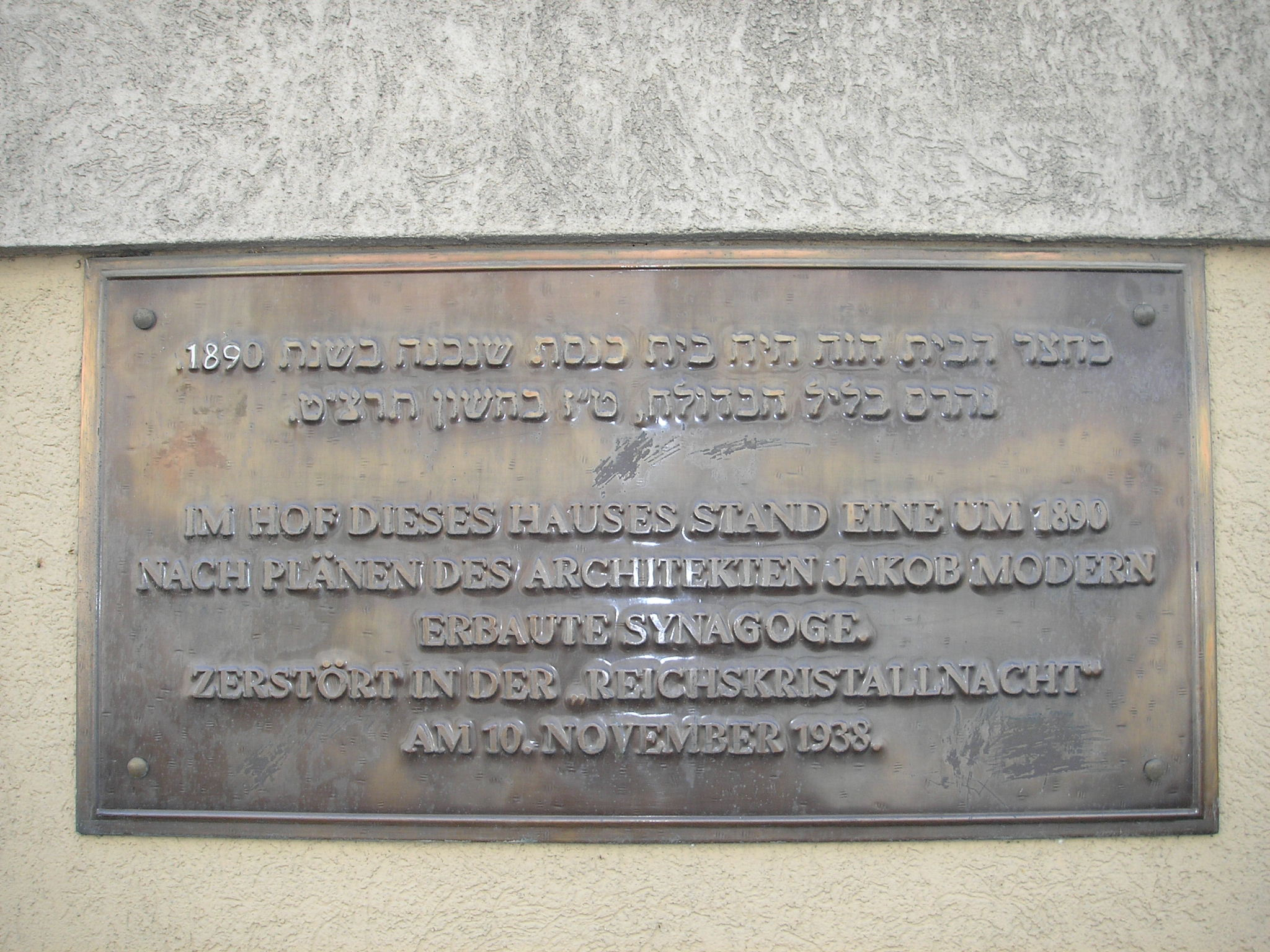
Gedenktafel für den Währinger Tempel

Nach der Eingemeindung Währings zu Wien verlor die jüdische Gemeinde Währing aufgrund des Israelitengesetzes von 1890 ihre Unabhängigkeit. Das erst kurz zuvor fertiggestellte Gebetshaus wurde nun unter die Verwaltung der Israelitischen Kultusgemeinde gestellt. Das Jahr 1938 bedeutete das Ende der Synagoge. Die Synagoge wurde in der Pogromnacht 1938 zerstört und später abgetragen. Heute existiert an dieser Stelle nur noch eine Rasenfläche hinter einem Neubau.
Die Rabbiner waren:
- Wilhelm Sor (1889–1903)
- David Feuchtwang (1903–1933)
- Artur Zacharias Schwarz (ab 1933)

## Architektur

### Grundriss

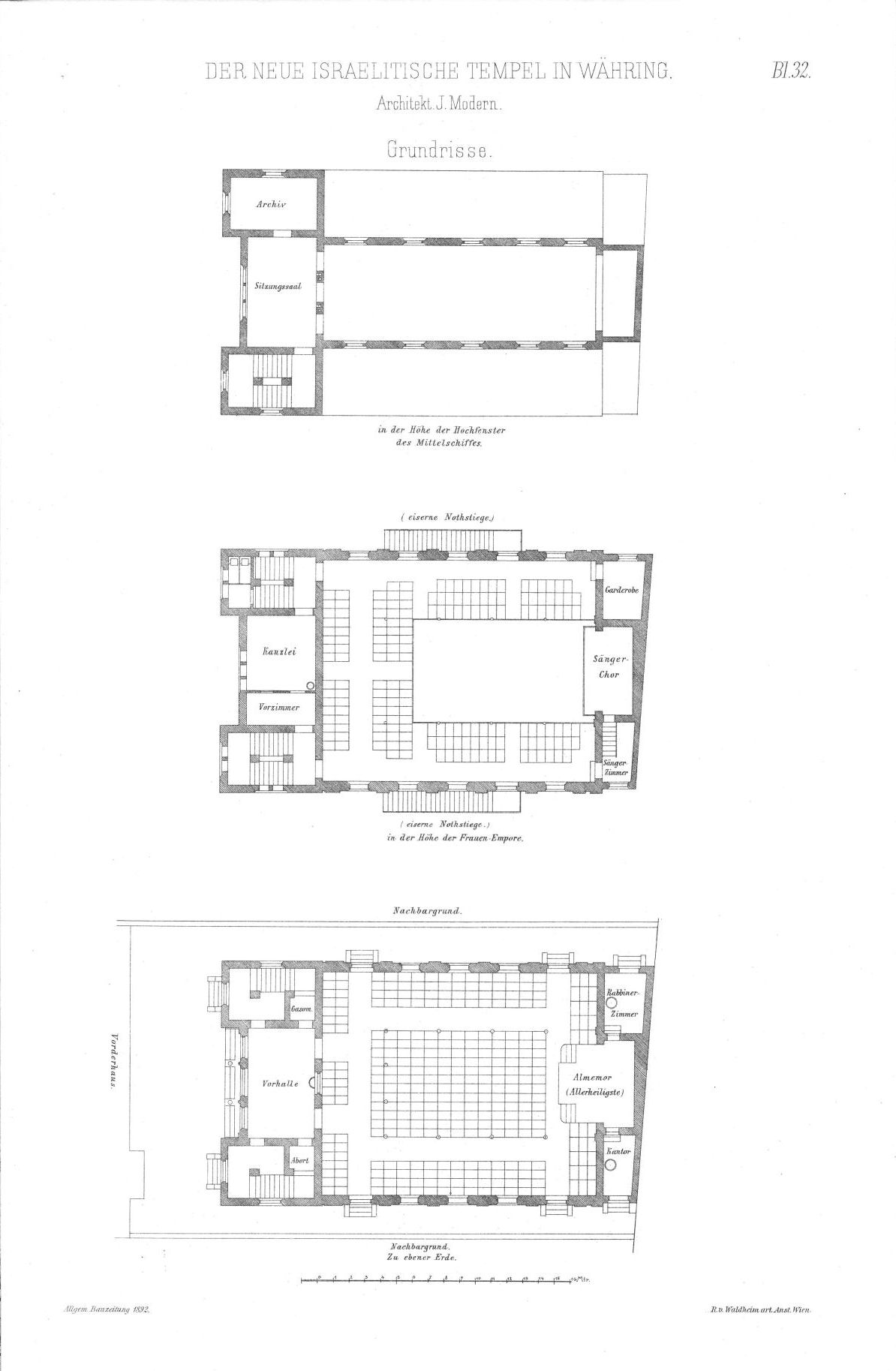
Grundrisse des Tempels (Allgemeine Bauzeitung 1892)

Der Bauraum für den geplanten Tempel war ein relativ enger Hof zwischen Nachbarhäusern. Auf Grund dieser Tatsache konnte Licht in den Innenraum der Basilika-ähnlichen Anlage nur von oben her gewonnen werden.
Das gewünschte Bauprogramm lautete:
1. möglichste Ausnützung des gegebenen Platzes;
2. einfache Ausstattung;
3. preisgünstigste Herstellungskosten.
Weitere Faktoren, die die Architekten berücksichtigen mussten, waren nach den Religionsvorschriften die Trennung zwischen den Bereich für Männer und Frauen, die für die Gemeindezwecke notwendige Kanzlei und ein Sitzungssaal und die oben genannte Beleuchtungsfrage mit in Betracht gezogen. Der Spielraum wurde weiter eingeschränkt durch diverse Auflagen die die zuständige Behörde feststellte:
1. die Entfernung des neuen Gebäudes vom alten Haus musste mindestens 5,85 Meter sein;
2. die Sitzbreite 55 cm, die Sitzlänge 85 cm;
3. entsprechende Anzahl von Notausgangstüren;
4. Gangbreite im Tempelraum mindestens 1,20 Meter;
5. Anbringung von Schnappern bei den Türen;
6. Vermeidung eingelegter Stufen bei den Sitzen der Frauengalerie;
7. Anbringung von eisernen Notstiegen für die Frauengalerie.
Der Architekt entwarf die Grundform als Basilika die in zwei Etagen angelegt wurde. Nach den verschiedenen Bestimmungen erhielt die Männerabteilung 328 Sitze, die Frauenempore 176 Sitze. Mithin fasste der Tempel im Ganzen 504 Sitze und noch Raum für stehende Personen.

### Außenarchitektur
Die Fassade des Tempels war in Rohbau mit gewöhnlichen Sichtziegeln ausgeführt. Die Mittelstücke der Fenster waren aus Stein, die Bildhauerarbeiten aus Zementguss hergestellt.
Die Fenster des ganzen Gebäudes waren in Eisen konstruiert, die Verglasung bestand aus Kathedralglas. Stilistisch war der Tempel außen wie innen eine Mischung aus Italienischer Renaissance und Romantik. Die dreischiffige, freistehende Anlage, erinnerte dabei an die Gustav-Adolf-Kirche in Gumpendorf. Es wurde 1892 in der Allgemeine Bauzeitung als „Beispiel eines ungewöhnlich billig erstellten Gotteshauses“ beschrieben. Die Situierung in einem Innenhof entsprach den Synagogenbauten des Schmalzhoftempels und der Schiffschul. Das Gebäude wurde 2005 von Christoph Oberhofer im Rahmen einer Diplomarbeit rekonstruiert.

### Innenarchitektur

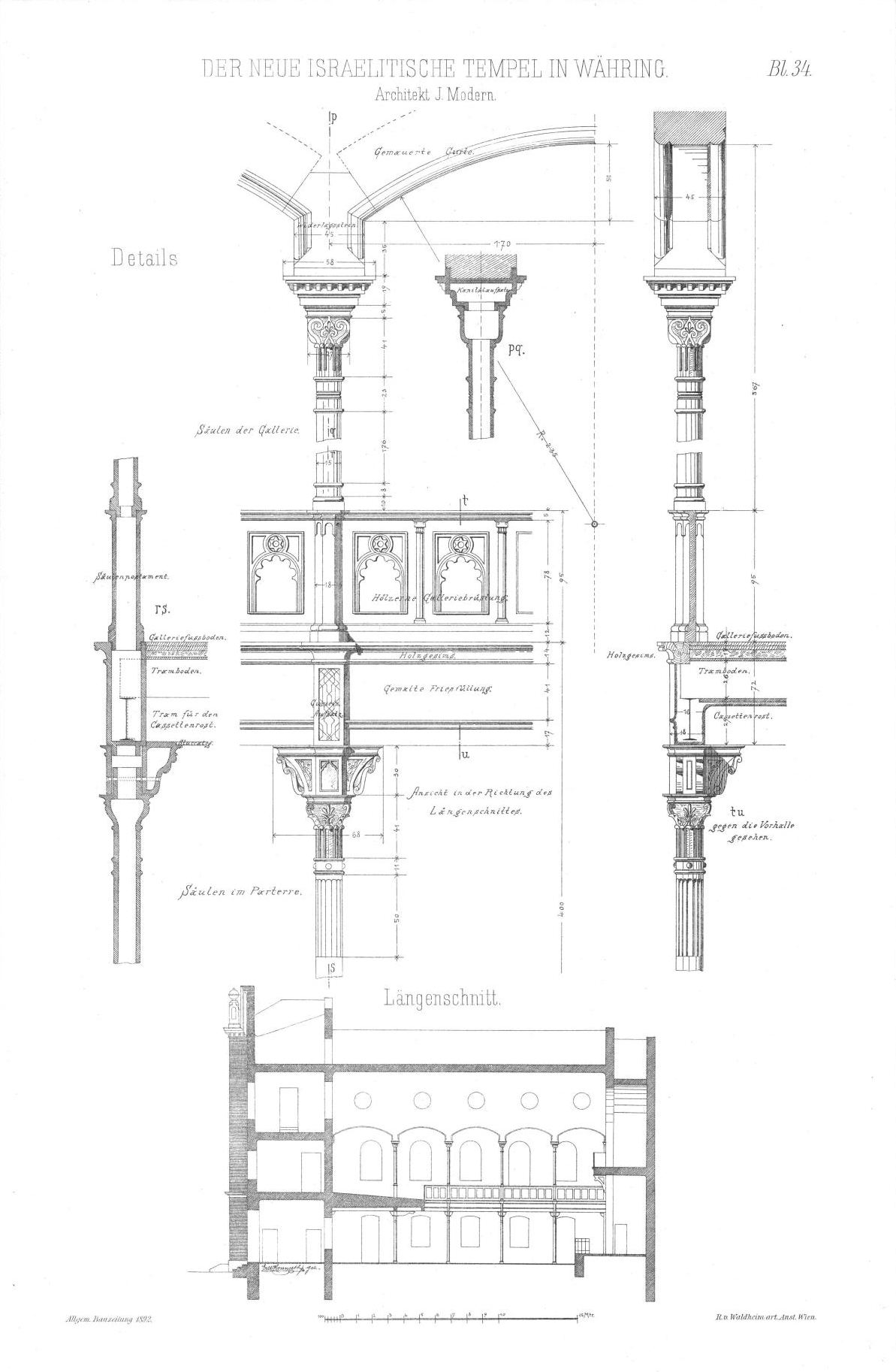
Innendetails vom Tempel (Allgemeine Bauzeitung 1892)

Drei Eingangstüren führten in die Vorhalle der Synagoge. Im Inneren wurde die Konstruktion durch gusseiserne Säulen getragen.
Sämtliche Räume des Tempels waren mit Arabesken reich bemalt, die Hohlkehle in der Vorhalle und einzelne Partien der gusseisernen Säulen blattvergoldet.
Die Galerie- und Chorbrüstung war alteichen gestrichen, Kapitäle und einzelne Profile blattvergoldet.
Das Mittelschiff und die vordere Partie des Gebäudes waren mit alten Dachziegeln, die Seitenschiffe und die Bima mit Zink gedeckt. Sämtliche Dächer waren durch eiserne Leitertreppen begehbar und infolgedessen von Schnee zu reinigen.
Während das Allerheiligste eine rechteckige Grundform aufwies, befand sich die Chorbühne oberhalb des Toraschreins. Der Toraschrein war aus Föhrenholz, in weißer Ölfarbe gestrichen, Ornamente und einzelne Profile vergoldet. Dasselbe galt von den verzierten Wänden beiderseits.
Die Gänge im Parterre waren 1,5 Meter breit und mit dreifarbigen Zementplatten auf Betonunterlage belegt.
Die Estrade der Bima war mit Mettlacherplatten gepflastert, ebenso die Vorhalle. Die Betpulte im Parterre standen auf einem gehobelten Tafelboden mit harten Rahmenstücken, auf welche die Tocken angeschraubt sind. Der gesamte Anstrich im Gebäude war alteichen.
Die Stufen der Stockwerkstiegen waren aus Trissaner Stein, die Vorlegestufen Rekawinkler, die Stufen und Randsteine bei der Bima Karstmarmor.

### Technik
Die Heizung des Tempels erfolgte durch zwei große Meidinger'sche Füllöfen, welche in den beiden rückwärtigen Kammern (Rabbiner- und Kantorzimmer) untergebracht waren. Die Kanzlei und der Sitzungssaal wurden ebenfalls durch Füllöfen geheizt.
Die Ventilation geschah durch ein System kalter und warmer Schläuche. Die kalten Schläuche führten frische Luft zu, während die verbrauchte Luft durch die warmen Schläuche abzog.
Über dem Kronleuchter war ebenfalls eine Ventilation angebracht, die vom Dachboden aus durch eine Klappe geregelt werden konnte, und über den First hinausgeführte.
Die Beleuchtung erfolgte durch Gas und bestand aus einem Kronleuchter, zwei Kandelaber (bei der Bima), 21 Pendants und 24 Wandarme.
Die hierfür erforderlichen zwei Gasmesser befanden sich in der Kammer unter dem Podeste der linken Stiege und waren von der Vorhalle aus zugänglich. Unter dem Podeste der rechten Stiege befand sich, ebenfalls von der Vorhalle zugänglich, ein Klosett und das Pissoir für die Männerabteilung. Die Frauengalerie hatte zwei Klosetts, zwischen dem I. und II. Stock eingeschoben.

### Kosten
Folgende Firmen und ihre veranschlagten Kosten waren beim Bau beteiligt:
- Die Baumeisterarbeiten, Joseph Wurts fl. 15.570,29
- Steinmetzarbeiten, Eduard Hauser, M. Sonnenschein 2105,47
- Zimmermannsarbeiten, Frants Djörup 2412,29
- Spänglerarbeiten, Franz Führer 1298,35
- Ziegeldeckerarbeiten, Wilhelm Radda 239,17
- Tischlerarbeiten, Franz Riedl, J. Voglhut 6735,62
- Schlosserarbeiten, Franz Gratzl 6441,50
- Anstreicharbeiten, Simon Nossig 391,03
- Bildhauerarbeiten, Ram & Rickl 714,14
- Gas- und Wasserleitungsarbeiten, Alois Hartmann 1000,00
- Aborteinrichtungen, Alois Hartmann 99,24
- Malerarbeiten, Karl Müller 2300,00
- Verglasung mit Kathedralglas, Carl Geyling’s Erben 1422,00
- Öfenlieferung 301,00
- Beleuchtungsgegenstände, Nikolaus Mundt 1494,20
- Lieferung der Vorhänge, Trauhimmel etc. 800,00

Die Gesamtkosten für den Bau betrugen 43324,30 fl., wobei den größten Teil die Baumeisterarbeit, gefolgt von den Tischler- und Schlosserarbeiten und Zimmermanns- und Steinmetzarbeiten ausmachten. Somit erfüllten die Baumeister die Vorgabe eine für damalige Verhältnisse sehr preisgünstigen und vor allem raschen Konstruktion des Gotteshauses.